# Breitfussia vitiosa
Breitfussia vitiosa är en svampdjursart som först beskrevs av Brøndsted 1931.  Breitfussia vitiosa ingår i släktet Breitfussia och familjen Jenkinidae. Inga underarter finns listade i Catalogue of Life.